# Prix Goncourt 2017
Le Prix Goncourt 2017 a été décerné le lundi 6 novembre 2017 à Éric Vuillard, pour  L'Ordre du jour chez Actes Sud à 6 voix contre 4 pour Véronique Olmi (Bakhita, Albin Michel).

## Sélections

### 1resélection
| Auteur                   | Ouvrage                          | Éditeur        |
| ------------------------ | -------------------------------- | -------------- |
| Kaouther Adimi           | Nos richesses                    | Seuil          |
| Patrick Deville          | Taba Taba                        | Seuil          |
| François-Henri Désérable | Un certain M. Pickielny          | Gallimard      |
| Brigitte Giraud          | Un loup pour l'homme             | Flammarion     |
| Olivier Guez             | La Disparition de Joseph Mengele | Grasset        |
| Yannick Haenel           | Tiens ferme ta couronne          | Gallimard      |
| Philippe Jaenada         | La Serpe                         | Julliard       |
| Marie-Hélène Lafon       | Nos vies                         | Buchet-Chastel |
| Véronique Olmi           | Bakhita                          | Albin Michel   |
| Alexis Ragougneau        | Niels                            | V. Hamy        |
| Yves Ravey               | Trois jours chez ma tante        | Minuit         |
| Monica Sabolo            | Summer                           | JC Lattès      |
| Frédéric Verger          | Les Rêveuses                     | Gallimard      |
| Éric Vuillard            | L'Ordre du jour                  | Actes Sud      |
| Alice Zeniter            | L'Art de perdre                  | Flammarion     |

### 2esélection
| Auteur                   | Ouvrage                          | Éditeur      |
| ------------------------ | -------------------------------- | ------------ |
| François-Henri Désérable | Un certain M. Piekielny          | Gallimard    |
| Olivier Guez             | La disparition de Joseph Mengele | Grasset      |
| Yannick Haenel           | Tiens ferme ta couronne          | Gallimard    |
| Véronique Olmi           | Bakhita                          | Albin Michel |
| Alexis Ragougneau        | Niels                            | V. Hamy      |
| Monica Sabolo            | Summer                           | JC Lattès    |
| Eric Vuillard            | L'Ordre du jour                  | Actes Sud    |
| Alice Zeniter            | L'Art de perdre                  | Flammarion   |

### 3esélection
| Auteur         | Ouvrage                 | Éditeur      |
| -------------- | ----------------------- | ------------ |
| Yannick Haenel | Tiens ferme ta couronne | Gallimard    |
| Véronique Olmi | Bakhita                 | Albin Michel |
| Eric Vuillard  | L'Ordre du jour         | Actes Sud    |
| Alice Zeniter  | L'Art de perdre         | Flammarion   |

## Synthèse
| Auteur                   | Ouvrage                          | Éditeur        | 2e sélection | 3e sélection | Récipiendaire |
| ------------------------ | -------------------------------- | -------------- | ------------ | ------------ | ------------- |
| Kaouther Adimi           | Nos richesses                    | Seuil          |              |              |               |
| Patrick Deville          | Taba Taba                        | Seuil          |              |              |               |
| François-Henri Désérable | Un certain M. Pickielny          | Gallimard      | oui          |              |               |
| Brigitte Giraud          | Un loup pour l'homme             | Flammarion     |              |              |               |
| Olivier Guez             | La Disparition de Joseph Mengele | Grasset        | oui          |              |               |
| Yannick Haenel           | Tiens ferme ta couronne          | Gallimard      | oui          | oui          |               |
| Philippe Jaenada         | La Serpe                         | Julliard       |              |              |               |
| Marie-Hélène Lafon       | Nos vies                         | Buchet-Chastel |              |              |               |
| Véronique Olmi           | Bakhita                          | Albin Michel   | oui          | oui          |               |
| Alexis Ragougneau        | Niels                            | V. Hamy        | oui          |              |               |
| Yves Ravey               | Trois jours chez ma tante        | Minuit         |              |              |               |
| Monica Sabolo            | Summer                           | JC Lattès      | oui          |              |               |
| Frédéric Verger          | Les Rêveuses                     | Gallimard      |              |              |               |
| Éric Vuillard            | L'Ordre du jour                  | Actes Sud      | oui          | oui          | oui           |
| Alice Zeniter            | L'Art de perdre                  | Flammarion     | oui          | oui          |               |

## Particularité
Le Goncourt a été donné à un livre qui n'est pas issu de la rentrée littéraire, mais qui est sorti en avril 2017.